# 미카와오노역
미카와오노역(일본어: 三河大野駅)은 일본 아이치현 신시로시에 위치한 도카이 여객철도 이다선의 철도역이다. 섬식 승강장 1면 2선의 구조를 갖춘 지상역이다.

## 이용 현황
- 1998년도 : 287명
- 2000년도 : 243명
- 2002년도 : 231명

## 역 주변
- 호라이지 산

## 역사
- 1923년 2월 1일 : 호라이지 철도의 역으로서 개업.
- 1943년 8월 1일 : 국유화, 국철 이다선의 역으로 된다.
- 1971년 12월 1일 : 화물 · 하물의 취급을 폐지.
- 1984년 2월 24일 : 이다선 남부로의 열차 집중 제어 장치(CTC) 도입에 수반해, 업무 위탁 개시.
- 1987년 4월 1일 : 분할 민영화에 의해, 도카이 여객철도가 승계.
- 1991년 2월 1일 : 무인역화.
- 1996년 2월 26일 : 역사 개축.

## 인접 역
| 도카이 여객철도 이다선   | 도카이 여객철도 이다선 | 도카이 여객철도 이다선 |
| ------------------------ | ---------------------- | ---------------------- |
| 혼나가시노 도요하시 방면 | ■ 이다선               | 유야온센 다쓰노 방면   |